# Paraepepeotes websteri
Paraepepeotes websteri là một loài bọ cánh cứng trong họ Cerambycidae.